# Anosmie
Anosmia reprezintă pierderea patologică totală sau parțială a simțului mirosului. Fără simțul olfactiv, mâncarea are un gust diferit sau nu are deloc. De asemenea poate apărea la oamenii în vârstă pentru că o dată cu îmbătrânirea organismului poate dispărea simțul mirosului și al gustului.